# Цагери
Цагери (груз. ცაგერი) — город на севере Грузии, центр Цагерского муниципалитета края Рача-Лечхуми и Нижняя Сванетия.
Население 1320 жителей (2014). Расположен на правом берегу реки Цхенисцкали, притока Риони.
В Средние века в Цагери находилась епископская кафедра. Вахушти Багратиони упоминает красоту собора в Цагери. В конце XIX века собор был сильно перестроен, фрески уничтожены. Собор до сих пор является резиденцией епископа Цагерского и Лентехского.
В окрестностях Цагери находятся руины средневековой крепости Мурис-Цихе, которая, возможно, была местом ссылки и смерти христианского богослова Максима Исповедника (около 580 – 662). Рядом до сих пор существует монастырь, посвященный святому Максиму.
В период в составе Российской империи Цагери был административным центром Лечхумского уезда.